# テンソルの縮約
多重線型代数学におけるテンソルの縮約（テンソルのしゅくやく、英: tensor contraction）は、有限次元のベクトル空間とその双対空間の間の自然な内積から生じる、一つ以上のテンソルに対する演算である。座標を取って考えれば、一つの式に現れる各々の仮添字 (dummy index) の対に対して和の規約を適用することによって生じる、スカラー成分の積和として縮約は表される。特に一つの混合テンソルの縮約は、そのテンソルに現れる見かけの添字の対（一方は上付き、他方は下付き）が同じ文字であるとき、それらに関して和をとることで生じる。アインシュタインの縮約記法とは、このような和を織り込み済みとする記法である。縮約を取って得られるテンソルは階数 (order) が 2 だけ減る
。
テンソルの縮約をトレースの一般化として捉えることもできる。

## 抽象的な定式化
体 k 上のベクトル空間 V に対して、縮約の要となる最も単純な場合は、V とその双対 V∗ との自然な内積 (pairing) を考えることである。自然な内積は、f ∈ V∗, v ∈ V に対して ⟨f, v⟩ = f(v) と置いて得られる双線型写像に対応する、テンソル積からの線型写像
{\displaystyle C\colon V^{*}\otimes V\to k}
として理解できる。この写像 C が V∗ ⊗ V の元としての (1,1)-型テンソルに対する縮約演算を定義する。得られるのが k の元であるスカラーであることに注意せよ。V∗ ⊗ V と V から V への線型写像全体の成す空間 L(V, V) との間の自然な同型 を用いれば、跡の基底を用いない定義が得られる。
一般に、m ≥1, n ≥ 1 を整数として、(m, n)-型テンソル、すなわちベクトル空間
{\displaystyle V\otimes \cdots \otimes V\otimes V^{*}\otimes \cdots \otimes V^{*}}
（V が m 個、V∗ が n 個）の元 に対して、V の部分の k-番目の因子と V∗ の部分の l-番目の因子に対して自然な内積を適用（し、ほかの因子には恒等写像を適用）することで (k, l)-縮約演算が定義され、それは (m − 1, n − 1)-型テンソルを返す線型写像となる。(1, 1)-型の場合からの流用で、この一般の縮約演算のことも跡と呼ぶことがある。

## 和の規約による略記
抽象添字記法において、ベクトルと双対ベクトルとの基本縮約は
{\displaystyle {\tilde {f}}({\vec {v}})=f_{\gamma }v^{\gamma }}
と書かれる。これは陽に書けば
{\displaystyle f_{\gamma }v^{\gamma }=f_{1}v^{1}+f_{2}v^{2}+\cdots +f_{n}v^{n}}
と書かれる座標和 を略記したものである。ただし、各 vi は特定の基底に関する v の成分であり、各 fi は対応する双対基底に関する f の成分である。
一般の混合二項テンソルは f ⊗ v の形の分解可能テンソルの線型結合であるから、二項テンソルの場合の明示式は以下のように計算できる。混合二項テンソルを
{\displaystyle \mathbf {T} =T^{i}{}_{j}\mathbf {e} _{i}\mathbf {e} ^{j}}
と書けば、その縮約は
{\displaystyle T^{i}{}_{j}\mathbf {e} _{i}\cdot \mathbf {e} ^{j}=T^{i}{}_{j}\delta _{i}{}^{j}=T^{j}{}_{j}(=T^{1}{}_{1}+\cdots +T^{n}{}_{n})}
で与えられる。一般の縮約は、同じ文字でラベル付けされた共変添字と反変添字の対として表される（和の規約により、そのような添字に関して和が取られる）。縮約によって得られるテンソルはもともとのテンソルの添字を継承する。例えば、(2, 2)-型テンソル T の二番目と三番目の添字に関する縮約は、
{\displaystyle T^{ab}{}_{bc}=\sum _{b}{T^{ab}{}_{bc}}=T^{a1}{}_{1c}+T^{a2}{}_{2c}+\cdots +T^{an}{}_{nc}=U^{a}{}_{c}}
として表される (1, 1)-型テンソル U を新たに作り出す。これと対照に、非混合二項テンソル
{\displaystyle \mathbf {T} =\mathbf {e} ^{i}\mathbf {e} ^{j}}
は縮約できない。これらの基底ベクトルを点乗積すれば、得られるのは二階のテンソルである反変計量テンソル
{\displaystyle g^{ij}=\mathbf {e} ^{i}\cdot \mathbf {e} ^{j}}
である。

## 計量テンソルの縮約
先の例に見るように、添字の対がともに反変あるいはともに共変であるときには、一般に縮約はできない。しかし、内積（あるいは計量）g が介在する場合にはそのような場合でも縮約ができる。つまり、必要に応じて計量を用いて添字の上げ下げをしてから通常の縮約を行うのである。この複合的な演算は計量縮約 (metric contraction) と呼ばれる。

## テンソル場の縮約
縮約はしばしば（ユークリッド空間、多様体や概型などのような）空間上で定義されたテンソル場に対しても適用される。縮約は純代数的な演算であるから、テンソル場には点ごとに行うことができる。例えばユークリッド空間上の (1, 1)-型テンソル場 T に対して、その縮約 U（これはスカラー場になる）は各点 x において
{\displaystyle U(x)=\sum _{i}T_{i}^{i}(x)}
で与えられる。ここでの x の役割は単純であるからしばしば省略され、その場合テンソル場は純代数的なテンソルと同じ形に書かれることになる。
リーマン多様体上で定義される場合、内積の定める場としての計量テンソル場が使えるから、計量縮約と非計量縮約の両方が理論にとって肝要である。例えばリッチテンソルはリーマン曲率テンソルの非計量縮約であり、スカラー曲率はリッチテンソルに関する唯一の計量縮約である。
テンソル場の縮約を、多様体上の函数の成す適当な環上の加群の文脈から捉えることもできる し、構造層上の加群の層の文脈で捉えることもできる（後述）。

### テンソルの発散
テンソル場の縮約の応用として、リーマン多様体（例えばユークリッド空間）上のベクトル場 V に対して、その適当な座標に関する共変微分 Vα;β を考える。ユークリッド空間におけるデカルト座標系の場合には、これは
{\displaystyle V^{\alpha }{}_{;\beta }={\partial V^{\alpha } \over \partial x^{\beta }}}
と書ける。添字 β を α に変えれば、これら添字の対が互いに結び付けられるから、この共変微分はそれ自身縮約されて、
{\displaystyle V^{\alpha }{}_{;\alpha }=V^{0}{}_{;0}+\cdots +V^{n}{}_{;n}}
なる和が得られるが、これは発散 div V であるから、
{\displaystyle \operatorname {div} V=V^{\alpha }{}_{;\alpha }=0}
は V に対する連続の方程式である。
一般に、高階テンソル場の上に複数の発散演算を定義することができる。すなわち、T は少なくとも一つの反変添字を持つテンソル場として、その選択した反変添字と T を共変微分して得られる階数の 1 低いテンソル場における対応する共変添字との縮約を行えばよい。

## テンソル対の縮約
（ベクトルと双対ベクトルに対する）基本の縮約演算をもう少し違ったやり方でテンソルの対に対して一般化することができる。テンソルの対 T, U に対してそれらのテンソル積 T ⊗ U はテンソルになるから、これが共変添字と反変添字をそれぞれ少なくとも一つ持てば縮約を行える。T がベクトルで U が双対ベクトルであるときには上で述べた基本の縮約にちょうど一致する。
抽象添字記法において、二つのテンソルの縮約は同じ項の因子として両者を併置 (juxtaposed) することで表される。これはテンソル積を複合テンソルを得るものとして実現するものである。この複合テンソルにおける二つの添字の縮約は、二つのテンソルの縮約を期待通りに実現する。
例えば、行列は第一添字に関して反変、第二添字に関して共変な (1, 1)-型テンソルとして表現することができる。一つの行列の成分が Λαβ でもう一つの行列の成分が Μβγ とすれば、それらの積は縮約
{\displaystyle \Lambda ^{\alpha }{}_{\beta }\mathrm {M} ^{\beta }{}_{\gamma }=\mathrm {N} ^{\alpha }{}_{\gamma }}
で与えられる。これはテンソルの対の縮約の一つの例を与えている。
ベクトルと微分形式との内部積も二つのテンソルの間の縮約の特別の場合である。

## より一般の文脈において
可換環 R とその上の有限階自由加群 M に対し、M 上の全（混合）テンソル代数上に、体上のベクトル空間の場合にやったのとまったく同じ仕方で縮約演算を定義できる（鍵となる事実は、自然な内積がこの場合も完全対となることである）。
より一般に、位相空間 X 上の可換環の層 OX（例えば、複素多様体、解析空間、概型などの構造層）に対し、OX 上の局所自由層 M が有限階ならば、M の双対もまたよく振舞い、この文脈においても縮約は意味を成す。

## 注
1. ↑  自然な写像 V∗ ⊗ V → L(V, V) は f ⊗ v ↦ g, (g(w) := f(w)v (w ∈ V)) によって定義される。V が有限次元と仮定するとき、{vi} を V の基底、その双対基底を {fi} とすれば、fi ⊗ vj は、この基底に関して (i, j)-成分のみが 1 で他はすべて 0 となるような行列の定める線型写像に写されるから、これにより上記の自然な写像が同型であることが分かる。
2. ↑  物理学では添字は 1 からではなく 0 から始める。四次元の場合は添字は 0 から 3 までを走る。
3. ↑  矢野健太郎. “幾何学部門報告”. p. 103, 左上. 2023年11月6日閲覧。に「リッチ計算法」と書かれているためこの訳を採用